# いっセイのsay!
いっセイのsay!（いっせいのせい!）は、IBS茨城放送で放送されていた生放送のラジオ番組である。

## 放送時間
- 平日　16:00-18:20（- 2013年9月27日）
- 月-水曜　16:00-18:30（2013年9月30日 - 2014年3月28日、2014年9月29日 - 最終回）
- 月-水曜　16:00-18:55（2014年3月31日 - 2014年9月24日）

## パーソナリティー
- さとう一声（フリーアナウンサー、元テレビ朝日アナウンサー）

## コーナー名
- 16:20 きょうのアレ!コレ!
- 16:45 一声の〇〇
- 17:00 朝日新聞ニュースヘッドライン
- 17:15 ほっとボイス
- 17:30 IBSニュース
- 17:51 イベント情報
- 18:30 亀渕昭信のお宝POPS（水曜・2014年4月2日-2014年9月24日）

| 茨城放送 平日ワイド枠（月-水曜 16:00 - ）  | 茨城放送 平日ワイド枠（月-水曜 16:00 - ） | 茨城放送 平日ワイド枠（月-水曜 16:00 - ） |
| 前番組                                     | 番組名                                    | 次番組                                    |
| ------------------------------------------ | ----------------------------------------- | ----------------------------------------- |
| 夕刊ほっと                                 | いっセイのsay!                            | ジェームス英樹のRadio Days                |
| 茨城放送 平日ワイド枠（木・金曜 16:00 - ） |                                           |                                           |
| 夕刊ほっと                                 | いっセイのsay!                            | ミツコdeリラックス                        |